# Семково (Кирилловский район)
Семково — деревня в Кирилловском районе Вологодской области.
Входит в состав Талицкого сельского поселения, с точки зрения административно-территориального деления — в Колкачский сельсовет.
Расстояние до районного центра Кириллова по автодороге — 47,2 км, до центра муниципального образования Талиц по прямой — 13 км. Ближайшие населённые пункты — Лыткино, Юркино, Охремково, Погорелка, Павлоково, Игнатьево.
По данным переписи в 2002 году постоянного населения не было.